# Svarthårig kvistbock
Svarthårig kvistbock (Pogonocherus hispidus) är en skalbagge i familjen långhorningar. Den beskrevs 1758 av Carl von Linné i 10:e upplagan av hans Systema Naturae, ursprungligen under släktet Cerambyx. 

## Utbredning
Arten har en stor spridning över hela Europa och Nordafrika. I Norden förekommer den norrut till ungefär Närke i Sverige. och utmed Norges sydkust upp till Trøndelag. 

## Utseende
Svarthårig kvistbock är en liten (4-6,5 mm), kraftig, brunspräcklig kvistbock. Liksom hos lövkvistbocken har täckvingarna en tagg i spetsen, men svarthårig kvistbock är mindre, och den ljust gråbruna främre delen av de i övrigt bruna täckvingarna har en brun hjärtformad fläck i mitten. Antennerna är kraftiga, med ganska långa borst, ungefär lika långa som kroppen, lederna är nästan helbruna. Huvudet är stort och brett, tätt klätt med hårliknande fjäll. Ryggplåten något bredare än lång, välvd, med en ring av smala, vassa taggar runt om som en halsring. Benen är korta och mycket kraftfulla.

## Ekologi
Larverna utvecklas i grenar av olika lövträd, särskilt lind och poppel, den kan även leva på döda grenar av mistel. Arten lever ofta tillsammans med andra, mindre trädbockar, som Tetrops praeustus, Molorchus umbellatarum och Pogonocherus hispidulus. Den tar två år att nå imago, och den fullvuxna skalbaggen kläcks på sensommaren eller hösten, men är inte särskilt aktiv förrän följande vår, då den lever till juli. Den är lätt att förbise då den har bra kamouflagefärger och är ganska liten.
Svarthårig kvistbock lever även på skogskornell, hassel, järnek, murgröna och benved. Den fungerar också som parasitoid för flera stekelarter, inklusive Dolichomitus agnoscendus, Eurytoma morio, Ephialtes manifestator, Lestricus secalis och Cenocoelius aartseni.